# 13643 Takushi
13643 Takushi là một tiểu hành tinh vành đai chính với chu kỳ quỹ đạo là 1525.4915356 ngày (4.18 năm).
Nó được phát hiện ngày 21 tháng 4 năm 1998.